# 18 Draconis
18 Draconis, som är stjärnans Flamsteed-beteckning, är en trolig dubbelstjärna i den mellersta delen av stjärnbilden Draken. Den har en skenbar magnitud på ca 4,84 och är svagt synlig för blotta ögat där ljusföroreningar ej förekommer. Baserat på parallaxmätning inom Hipparcosuppdraget på ca 4,5 mas, beräknas den befinna sig på ett avstånd på ca 720 ljusår (ca 222 parsek) från solen. Den rör sig närmare solen med en heliocentrisk radialhastighet på ca –1,4 km/s och ingår troligen i Siriusströmmen av stjärnor med gemensam egenrörelse.

## Egenskaper
Den synliga komponeneten i 18 Draconis är en orange till röd jättestjärna av spektralklass K0 III CN-0.5 CH-2 Ca1, som med 99 procent sannolikhet befinner sig på den horisontella grenen.. Det är en bariumstjärna, vilket antyder att den kan ha en degenererad vit följeslagare från vilken den infångade material under ett tidigare skede av dess utveckling. Den har en massa som är ca 3,8 gånger solens massa, en radie som är ca 47 gånger större än solens och utsänder ca 787 gånger mera energi än solen från dess fotosfär vid en effektiv temperatur på ca 4 500 K.